# Hrvoje Vukčić Hrvatinić
Hrvoje Vukčić Hrvatinić (Kotor, danas Kotor Varoš, oko 1350. – 1416.), veliki vojvoda bosanski, knez Donjih kraja, župan vrbaske županije i herceg splitski iz velikaške obitelji Hrvatinić. 

## Životopis
Hrvoje Hrvatinić bio je najstariji sin vojvode Vukca († iza 1378.) iz velikaške obitelji Hrvatinić. Majka mu je vjerojatno bila Katarina, sestra bosanskog bana Stjepana II. Kotromanića († 1353.). Spominje se prvi put u ispravi iz 1376. godine kao knez i vjerni vitez hrvatsko-ugarskoga kralja Ludovika I. Anžuvinca. Godine 1380. kralj Tvrtko I. Kotromanić dodijelio mu je naslov velikoga vojvode i darovao posjede u župi Lašvi. Nakon smrti kralja Ludovika I. sudjelovao u dinastičkim borbama kao protivnik kralja Sigismunda Luksemburgovca i bio pristaša Ladislava Napuljskoga, koji mu je povjerio na upravu banovine Dalmaciju i Hrvatsku (1391.). Utjecao je na izbor kralja Ostoje za bosanskoga kralja (1398.). Vjenčao se s Jelenom Nelipčić 1401. Igrala je značajnu ulogu u upravljanju muževim posjedima. Kao splitska vojvotkinja, Jelena je naredila izrađivanje rake svetog Dujma.
Nakon krunidbe u Zadru za hrvatsko-ugarskoga kralja (1403.), Ladislav Napuljski postavio je Hrvatinića za glavnog namjesnika u Ugarskoj, Hrvatskoj, Dalmaciji i Vrbaskoj banovini te ga imenovao hercegom splitskim, darovavši mu uz to otoke Brač, Hvar i Korčulu.
Od tada je Hrvoje nosio titulu herceg Splita, potkralj Dalmacije i Hrvatske, veliki ban Vrbaske banovine i knez Donjih kraja. Kovao je vlastiti novac; »krstianin« Hval izradio je za nj ćirilski iluminirani rukopis, poznat kao Hvalov zbornik (v. bosančica), a glagoljaš Butko prepisao —Hrvojev misal. Došavši u sukob s kraljem Ostojom, utjecao je na njegovo svrgavanje s prijestolja i izbor novog bosanskog kralja, Tvrtka II. Tvrtkovića (1404.). U Bosni se potom pod vodstvom Hrvatinića i kralja Tvrtka II. stvorio pokret protiv Ugarske i kralja Sigismunda Luksemburgovca. Nakon Sigismundove vojne intervencije (1408.) i pokolja bosanske vojske kraj Dobora, Hrvoje je prešao na Sigismundovu stranu. Pritom je zadržao dotadašnje časti, upravu nad Splitom i naslov hercega te upravu nad mnogim gradovima, medu njima i Požegom. No ugarskom pobjedom u Bosni počela je stvarno slabjeti moć Hrvatinića, osobito nakon ponovnog izbora Ostoje za bosanskog kralja. Nakon mnogih sukoba Sigismund je oduzeo Hrvoju župu Sanu, otoke Brač, Hvar i Korčulu, a Split uzeo pod svoju zaštitu. Hrvoje je tada zatražio pomoć nezadovoljnih bosanskih velikaša i Osmanlija. Ugarsko-hrvatska vojska bila je poražena u Lašvi 10. kolovoza 1415., što je otvorilo put osmanskomu prodoru u Bosnu, a sljedeće je godine Hrvoje umro.

## Zanimljivosti
- Hrvoje Vukčić Hrvatinić njegovao je i širio službu Božju pa su mu stoga omiški fratar glagoljaš Butko i pataren Hval napisali bogato ilumiminirane misale.[2] Misal zvan Hrvojev misal ispisan je na 247 pergamenskih listova 1405. godine za crkvu sv. Mihovila u Splitu.[2]
- Kod poljskoga kroničara Ivana Długosza zabilježeno je da su Hrvoje i njegova supruga Jelena Nelipčić svojom nazoščnošću proslavili viteški turnir priređen u Budimu 1412. u čast poljskoga kralja Vladislava II., na kojemu su se hercegovi ljudi, za koje se kaže da su bili "visoka i vitka stasa" (altae et procerae staturae), istakli kao "okretni i srčani" (strenui et animosi).[3]
- U romanu Obitelj vojvode Hrvoja, pod književnim pseudonimom Narcis Jenko, fra Eugen Matić, redovnik i književnik katoličkoga nadahnuća nadimka bosanski Šenoa u hrvatskoj književnosti vrlo je realno oslikao povijesna događanja, kao izvanredan poznavatelj bosanske srednjovjekovne povijesti i društveno-političkih prilika toga doba. Čitatelju su, uz osnovni povijesni sloj priče smještene u 15. stoljeće, ponuđene brojne epizode ispunjene ljubavnim intrigama i političkim spletkama. Njegov antiratni stav i tu je nedvojbeno iskazan kroz njegove junake, a cijeli je roman sklopljen i dosljedno usklađen po dijakronijskoj metodi vremenskog protjecanja i raznovrsnih sukoba i ratovanja.[4]

## Vanjske poveznice
- Hrvoje Vukčić Hrvatinić Hrvatska enciklopedija
- Obitelj vojvode Hrvoja[neaktivna poveznica]
- Ferdo Šišić: Vojvoda Hrvoje Vukčić Hrvatinić i njegovo doba (1350.-1416.)
- Staroslavenski institut Izbor minijatura iz Misala Hrvoja Vukčića Hrvatinića